# 프란체스카 카팔디
프란체스카 카팔디(Francesca Capaldi, 2004년 6월 8일 ~ )는 미국의 배우이다.

## 출연 작품
- 맥스 2: 화이트 하우스 히어로 (2017)
- 더 도그 후 세이브드 썸머 (2015)
- 스누피:더 피너츠 무비 (2015)
- 3 데이 테스트 (2012)